# Stephen Tharp
Stephen Tharp (* 1970) ist ein amerikanischer Organist.

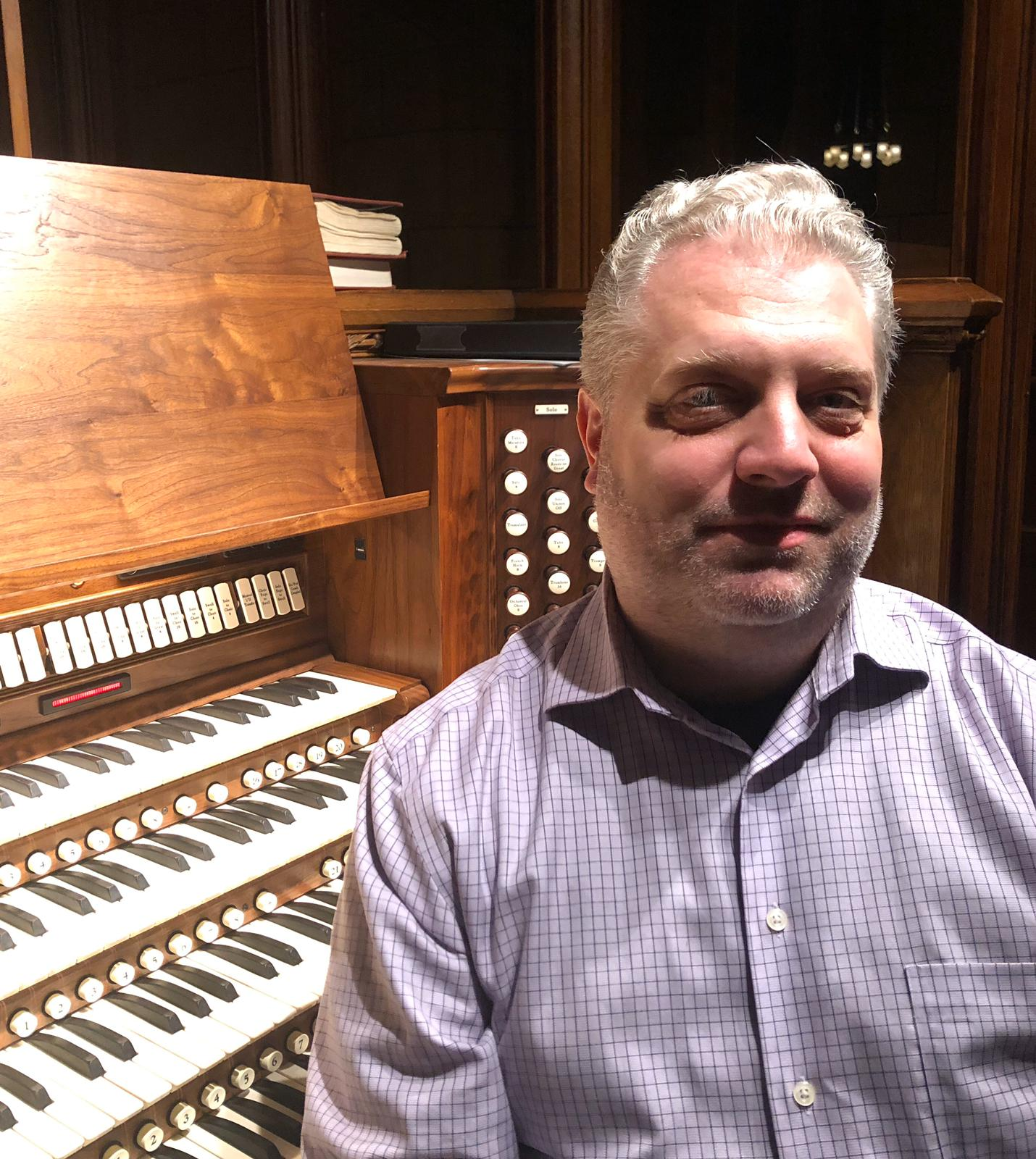
Stephen Tharp, 2019

## Leben
Tharp studierte am Illinois College und an der Northwestern University (Illinois, USA) bei Rudolf Zuiderveld und Wolfgang Rübsam und war Privatschüler bei Jean Guillou in Paris.
Von 1995 bis 1997 war Tharp Organist an der St. Patrick’s Cathedral in New York City und von 1998 bis 2002 Associate Organist an der St. Bartholomew’s Church ebendort. Während der Saison 2013/2014 war er Artist-in-Residence an der Grace Church in Manhattan und seit November 2014 ist er Artist-in-Residence an der St. James’ Church in New York City.
2008 wurde Tharp zum offiziellen Organisten für den Besuch von Papst Benedikt XVI. in New York ernannt und sein Orgelspiel wurde live von verschiedenen Fernsehsendern übertragen.
Tharp wird gelistet im Who’s Who in America und im Who's Who in the World.
Mit mehr als 60 Konzerttourneen als Solist und 1600 Konzerten gilt Tharp als der Konzertorganist seiner Generation, der am meisten und weitesten auf Tourneen unterwegs ist.
Seine Aufführungen seit 1987 erfolgten in vielen Ländern Europas, in Australien und den USA.
Tharp gab Meisterkurse an mehreren Universitäten der USA, an den Hochschulen für Musik in Stuttgart, Trossingen und Bochum sowie bei der American Guild of Organists (AGO).
Er war Jurymitglied bei Wettbewerben an der Juilliard School, der Northwestern University und des Grand Prix de Chartres (2018).
Stephen Tharp ist ein wichtiger Vertreter neuer Orgelmusik. Auch spielt er zahlreiche Uraufführungen von Kompositionen für das Instrument. Das erste solche Stück war Jean Guillous symphonische Dichtung Instants, op. 57, die Tharp am King’s College (Cambridge, England) im Februar 1998 zur Uraufführung brachte.
Ihm wurden mehrere Werke gewidmet. 1992 und 1995 spielte er die Uraufführungen der ihm gewidmeten Werke von Anthony Newmans Second Symphony und Morgan Simmons’ Sequencia Pedalia gespielt.
Er selbst transkribiert Werke für die Orgel und ist auch als Komponist tätig.
Tharp ist auch als Kammermusiker aktiv, der an der Orgel, dem Klavier und dem Cembalo gemeinsame Konzerte gab mit Thomas Hampson, Itzhak Perlman, Jennifer Larmore, Rachel Barton Pine, The American Boychoir (Leitung: James Litton) und dem St. Thomas Choir (Leitung: John Scott) an Orten wie der Carnegie Hall, dem Metropolitan Museum of Art, der Alice Tully Hall und Avery Fisher Hall im Lincoln Center.

## Preise und Ehrungen
Ihm wurde unter anderem der „2011 International Performer of the Year Award“ des New York City Verbundes der American Guild of Organists (AGO) verliehen und im Mai 2015 hat er die Paul Creston Auszeichnung erhalten.
Für seine Kompletteinspielung des Orgelwerks von Jeanne Demessieux gewann Tharp 2009 den Preis der Deutschen Schallplattenkritik.
Im Jahr 2005 und 2011 strahlte American Public Media Pipedreams zwei komplette Sendungen über seine Karriere aus.

## Diskographie
Tharp hat fünfzehn Solo-Orgel-CDs aufgenommen. Seine CD The complete works of Jeanne Demessieux 2009 wurde mit „5 Diapason“ der französischen Fachzeitschrift Diapason bewertet und seine CD Stephen Tharp plays St. Bavo, Haarlem, The Netherlands wurde als „eine der schönsten Orgel-CDs des Jahres 2009“ von Resmusica in Frankreich bezeichnet.